# (34693) 2001 LW14
2001 LW14 (asteroide 34693) é um asteroide da cintura principal. Possui uma excentricidade de 0.27732460 e uma inclinação de 4.81254º.
Este asteroide foi descoberto no dia 15 de junho de 2001 por LINEAR em Socorro.